# Tökéletes katona: A leszámolás napja
A Tökéletes katona: A leszámolás napja (eredeti cím: Universal Soldier: Day of Reckoning) 2012-es amerikai sci-fi akciófilm, a Tökéletes katona 3. – Egy új kezdet folytatása. A film forgatókönyvírója és rendezője John Hyams, a főszerepekben Scott Adkins, Jean-Claude Van Damme és Dolph Lundgren látható.
Az Amerikai Egyesült Államokban 2012. november 30-án mutatták be, Magyarországon DVD-n jelent meg szinkronizálva. Ez az első Tökéletes katona film a  sorozatból, amit 3D-ben mutattak be.

## Cselekmény
John (Scott Adkins) arra ébred a kómából, hogy feleségét és lányát brutálisan meggyilkolták egy betörés során. Gorman FBI-ügynök segítségével a még mindig amnéziás John azonosítja az elkövetőt, az egykori tökéletes katona (UniSol) Luc Deveraux-t (Jean-Claude Van Damme), aki mostanra körözött személy. Gorman aktiválja Magnus nevű alvó ügynököt, a regenerációból származó, klónozott új generációs UniSolok egyikét. Magnus eljut egy bordélyházba, és megöli az összes ott dolgozó nőt és a legtöbb vendéget is, akik mind kivételes fizikai ellenállással rendelkező férfiak. Utolsó ellenfele, az UniSol Andrew Scott (Dolph Lundgren) klónja és Deveraux korábbi nemezise, mozgásképtelenné teszi Magnust, és befecskendez neki egy szérumot, amely felszabadítja a kormány ellenőrzése alól. Magnus megismerkedik a Deveraux és Scott által vezetett szeparatista csoporttal, akik befogadják az önfejű UniSolokat, hogy az amerikai kormány ellen fordítsák őket, így egy új rendet hozzanak létre, amelyet az UniSolok irányítanak.
A Deveraux-t elszántan kereső John kap egy hívást valakitől, aki azt állítja, hogy Isaac a régi Isaac, és egy találkozóra elhívja hozzá. A házában halottnak találja a férfit, valamint bizonyítékot arra, hogy Isaac részt vett az UniSol kormányprogramban. A helyszínen talált gyufásdoboz a helyi sztriptízbárba vezeti Johnt, ahol egy Sarah nevű sztriptíztáncosnő felismeri, akire nem emlékszik. Magnus befecskendezi Johnnak Scott szérumát, mire John hallucinál Deveraux-ról, de az akarata megmarad. John követi Sarah-t a lakásába, ahol Magnus ismét megtámadja őket. Bár az összecsapásban John elveszít néhány ujjpercét, de végül megmenekülnek. Sarah elmondja Johnnak, hogy emlékszik rá, hogy teherautó-sofőrként dolgozott, egy folyóparti faházban élt, és hogy romantikus viszonyban álltak.
Saját emlékeit megkérdőjelezve John találkozót kér Gorman ügynökkel. Megtudja, hogy Deveraux-t gyakran látták a dokkoknál, ahonnan John szállítmányokat vitt el. John elmegy a dokkokhoz, megvizsgálja az utolsó el nem szállított rakományt, és találkozik Ron Castellano helyi menedzserrel, aki lejátssza a rejtett kamerás felvételeket, amelyeken John brutálisan meggyilkolja Isaacet.
Ahogy John és Sarah a faház felé tart, Magnus ismét elfogja őket. Miután végre likvidálják Magnust, John rájön, hogy felsőbbrendű erővel, ellenálló- és harci képességekkel rendelkezik; levágott ujjai időközben visszanőttek. John és Sarah elérik a kunyhót, ahol John pontos másolata lakik, akiről kiderül, hogy ő az eredeti, aki megölte Isaacot, és a múltban kapcsolatban állt Sarah-val és Castellanóval. Az eredeti Johnt agykontrollal arra kényszerítették, hogy Deveraux-ra vadásszon, de ő megváltoztatta, szállítóként és bérgyilkosként alkalmazta a szervezete, amíg meg nem ismerte Sarah-t, és el nem hagyta Deveraux-t. Megpróbálta megölni Sarah-t, de a másik John lelőtte, mivel most már azt gyanította, hogy ő maga is az UniSol alvó ügynöke.
A folyónál egy szélhámos UniSol elviszi Johnt a szeparatisták földalatti főhadiszállására. Ott Dr. Su, az UniSol program egykori tudósa fogadja, aki elárulja, hogy Johnt néhány héttel korábban szintetikusan hozták létre, ezért a családja soha nem is létezett. Dr. Su azt is elmondja, hogy az eltűnt szállítmány tartalmazza a hardvert, amely lehetővé teszi Deveraux számára, hogy klónokat hozzon létre. John elfogadja Su ajánlatát, hogy műtéti úton megszakítja érzelmi kötődését a családja hamis emlékeihez, de a fájdalom és az emlékekhez való ragaszkodás megőrjíti Johnt. Megöl minden útjába kerülő UniSolt, és a csúcspontot Andrew Scottal éri el egy négyszemközti összecsapás során. John ezután eléri magát Deveraux-t. Az ezt követő küzdelemben végül Deveraux kerül fölénybe. Deveraux felismeri, hogy a John klónjait ellene küldő körforgás ismétlődésre van ítélve, és mivel Johnt méltó utódjának tekinti, hagyja, hogy John megölje őt.
Később John ismét találkozik Gorman ügynökkel. Gorman bevallja, hogy részt vett az UniSol programban, és hogy szándékosan a tudatlan Johnt Deveraux nyomára vezette. Gorman John sikerét a családi kötődésének tulajdonítja, szemben az elődökbe oltott hazafisággal. John megöli Gormant, majd Gorman klónja és három UniSol bukkan fel John furgonjából. A klón Gorman autójával távozik, utalva arra, hogy John megszerezte a klónozó berendezést, és átvette a szeparatista csoport irányítását, most már eltökélten beépülve a kormányba, amelyet felelősnek tart a fájdalomért.

## Szereplők
- Jean-Claude Van Damme – Luc Deveraux (Jakab Csaba)
- Scott Adkins – John (Varga Gábor)
- Dolph Lundgren – Andrew Scott őrmester (Schneider Zoltán)
- Rus Blackwell – Gorman ügynök (Czvetkó Sándor)
- Mariah Bonner – Sarah (Pálmai Anna)
- Kristopher Van Varenberg – Miles (Hegedűs Miklós)
- Andrei Arlovski – Magnus (Magyar Bálint)
- Audrey P. Scott – Emma (Koller Virág)
- Roy Jones, Jr. – Mess Hall Unisol

## Médiamegjelenés
A film Magyarországon 2013. július 23-án jelent meg DVD-n, az Amerikai Egyesült Államokban pedig 2013. január 22-én.